# Leila Aman
Leila Aman (Arsi, 24 november 1977) is een Ethiopische langeafstandsloopster, die zich in de marathon gespecialiseerd heeft.

## Loopbaan
Haar beste prestaties leverde Aman in 2004, toen ze zowel de marathon van Praag als de marathon van Dubai won. Op de marathon van Berlijn dat jaar verbeterde ze haar persoonlijk record naar 2:27.54 en behaalde hiermee een vijfde plaats.
In Nederland is ze geen onbekende. Zo werd ze op de marathon van Amsterdam in 2006 derde in 2:29.32 achter de Keniaanse atletes Rose Cheruiyot (2:28.26) en Helena Kirop (2:28.51).

## Persoonlijke records
| Onderdeel      | Prestatie | Datum             | Plaats      |
| -------------- | --------- | ----------------- | ----------- |
| 10.000 m       | 32.55,89  | 7 juni 2003       | Palo Alto   |
| 10 km          | 32.28     | 30 maart 2002     | New Orleans |
| halve marathon | 1:11.10   | 5 mei 2002        | Brussel     |
| marathon       | 2:27.54   | 26 september 2004 | Berlijn     |

## Palmares

### halve marathon
- 1995: 71e WK in Belfort - 1:18.32
- 1997: 44e WK in Košice - 1:14.15
- 1998: 46e WK in Uster - 1:14.36
- 2000: 39e WK in Veracruz - 1:19.46
- 2002: 18e WK in Brussel - 1:11.10
- 2004: 6e Marvejols-Mende - 1:27.07

### marathon
- 2001: 7e marathon van San Diego - 2:35.46
- 2003:  marathon van Dubai - 2:36.36
- 2003:  marathon van Xiamen - 2:34.24
- 2003: 8e marathon van San Diego - 2:35.54
- 2004:  marathon van Dubai - 2:43.36
- 2004: 8e marathon van Hamburg - 2:38.01
- 2004:  marathon van Praag - 2:31.48
- 2004: 5e marathon van Berlijn - 2:27.54
- 2005:  marathon van Mumbai - 2:36.19
- 2005: 10e marathon van Parijs - 2:36.41
- 2005:  marathon van Venetië - 2:31.10
- 2006:  marathon van Mumbai - 2:36.17
- 2006: 7e marathon van Praag - 2:45.29
- 2006:  marathon van Amsterdam - 2:29.32
- 2007: 5e marathon van Hamburg - 2:31.25

### veldlopen
- 1998: 39e WK (lange afstand) - 27.48
- 1999: 11e WK (lange afstand) - 28.55
- 2001: 37e WK (lange afstand) - 30.32
- 2002: 7e WK (lange afstand) - 27.25